# Enlightenment
Enlightenment (uneori doar E - urmat sau nu de numarul versiunii utilizate) este un manager de ferestre pentru X11 și Wayland. Ultima versiune stabilă este 0.16 (sau E16), dar o mare parte din utilizatorii Enlightenment folosesc versiunea în dezvoltare (0.17, DR17 sau E17).
Enlightenment poate fi folosit atât ca un mediu grafic de sine-stătător, sau împreună cu un alt mediu desktop (precum Gnome sau KDE. În plus, unele din programele E (precum Eterm) sunt folosite separat de mulți din utilizatori altor medii grafice, fără a folosi tot sistemul E. Versiunea 0.17 este gândită spre a fi un mediu de sine stătător, oferind atât funcționalitate (și o interfață elegantă, cu funcții grafice avansate) dar și portabilitate (se bazează pe un set comun de biblioteci, fiind foarte portabil).
Prima versiune a fost lansată de Carsten Haitzler în 1997. Atunci când este utilizat împreună cu bibliotecile grafice Enlightenment Foundation Libraries (EFL), Enlightenment devine un întreg mediu desktop. 

## Caracteristici

Interfață grafică actuală lui Enlightenment este integrată. Funționează pe sistemele de ferestre 11 (componentele sunt X.Org Server cu Xfwm) și Wayland.

E16 oferă, față de alte medii grafice, câteva caracteristici unice, printre care cea mai cunoscută este grila de desktopuri virtuale. Ca majoritatea managerelor de ferestre Unix, E oferă un număr de desktopuri virtuale - dar, spre deosebire de acestea, în E ele nu sunt tratate separat într-un pager - pur și simplu mutând o fereastră în afara desktopului curent o trimite pe un alt desktop - ducând mouse-ul în extremitatea ecranului cu o fereastră schimbă desktopul curent. Acest comportament este omolog cu "cubul"/"tabloul" din Beryl și cu metoda de schimbare a desktopurilor virtuale în Mac OS X Leopard. În plus, E16 permite utilizatorului setarea unei combinații de taste pentru orice acțiune - unii utilizatori folosesc această facilitate pentru a controla interfața doar din tastatură, fără utilizarea mouse-ului.
E17 este o rescriere a E16 care păstrează caracteristicile E16, dar aduce, în plus, modularitate, prin folosirea unui framework comun (și un număr de module - precum un manager de fișiere, o bară configurabilă de meniuri, etc.), un număr de facilități moderne (printre care un manager de compoziție, un sistem nou de configurare, un sistem nou de teme etc.) și portabilitate.